# Sisante
Sisante – gmina w Hiszpanii, w prowincji Cuenca, w Kastylii-La Mancha, o powierzchni 134,36 km². W 2011 roku gmina liczyła 1910 mieszkańców.